# الدارالبیضاء
الدار ال بایدا در یمن است که در استان صنعا واقع شده‌است.